# Gercsák Csaba
Gercsák Csaba (Budapest, 1988. augusztus 19. –) magyar úszó, olimpikon. Testvérei Gercsák Balázs, Gercsák Tamás, Gercsák Zoltán és Gercsák Dóra úszók.

## Sportpályafutása
Jelenleg a Jövő SC tagja. Hosszútávúszó-edzője: Hajós Gyula. A medencés számokban Széles Sándor, Kovácshegyi Ferenc, Virth Balázs edzette. Nevelő edzője Juhász Éva volt.
A 2005-ös vb-n 5 kilométeren 18, 10 kilométeren 14 volt. A 2006-os, a Balatonon megrendezett Eb-n 5 km-en 12. lett. A világbajnokságon a rövidebb távon 20., 10 km-en 23. helyezett lett. 2007-ben magyar bajnoki címet szerzett 10 km-en. A 2007-es úszó-világbajnokságon 5 és 10 km-en tizedik volt A junior Eb-n negyedik volt 5 kilométeren. Egy évvel később a szakág sevillai világbajnokságán 5 km-en 21., 10 km-en 29. volt. 25 km-en feladta a versenyt. Egy hónap múlva, egy pekingi versenyen kvalifikálta magát az olimpiára. Az ötkarikás játékokon feladta a versenyt. A dubrovniki Eb-n csapatban 9. helyezett lett.
A 2009-es vb-n 5 km-en 15., 10 km-en 13. volt. A 2010-ben az Európa-bajnokságon 10 km-en 26. helyezést ért el. A 2011-es úszó-világbajnokságon 5 km-en 10., 10 km-en 35., a 25 km-es hosszútávúszásban bronzérmet szerzett. Még ugyanebben az évben, a hosszútávúszók izraeli Európa-bajnokságán 5:05:31.8 óra alatt ötödikként ért célba 25 kilométeren – csaknem 30 másodperccel lemaradva a győztes belga Brian Ryckeman mögött –, a 10 kilométeres számában a nyolcadik, öt kilométeren kilencedik lett. A csapatversenyben (Kutasi Gergely, Olasz Anna) ötödikként értek célba. 2012 júniusában a portugáliai kvalifikációs versenyen megszerezte az olimpiai indulási jogot.
A 2012-es londoni olimpián 1:51:30.9 időeredménnyel a 18. helyen végzett a 10 kilométeres maratonúszáson.
2013 júniusában negyedik volt a 10 km-es országos bajnokságon.

## Díjai, elismerései
- Az év magyar hosszútávúszója (2007, 2008, 2009, 2010, 2011)